# 编程之道
《编程之道》（英語：The Tao of Programming）是杰弗雷·詹姆创作于1987年的一本书。它以一种诙谐的风格讲诉了发生在美国程序员之间的趣事，并用东方的道教思想进行思考和理解，以掩盖了它的严肃性。 它由一系列简短的小故事组成。
本书在美国出版时分为三册，分别是1987年的《编程之道》、1988年的《编程之禅》和1989年的《计算机寓言：信息时代的启蒙》，在国内出版时，这三本书以中英对照的方式汇总为一本《编程之道》出版。

## 编程之道
- 寂静的空宇
- 古代的大师
- 设计
- 编码
- 维护
- 管理
- 公司的学问
- 硬件和软件
- 尾声